# Bengt Göransson
Bengt Gunnar Ingemar Göransson, född 25 juli 1932 i Brännkyrka församling i Stockholm, död 16 juni 2021 i Farsta distrikt i Stockholm, var en svensk socialdemokratisk politiker. Han var bland annat konsultativt statsråd (kultur- och skolminister) 1982–1989, utbildningsminister (ansvarig för kultur och högre utbildning) 1989–1991 och ledamot i riksdagen 1985–1991. Han var medlem i IOGT-NTO och livligt intresserad av folkbildning.

## Biografi
Bengt Göransson var son till ombudsmannen Gustaf Göransson och Gertrud Göransson, född Nelson. Efter studentexamen 1951 studerade han vid Stockholms högskola. Han hade därefter lärarförordnanden och var reseledare till 1960. Göransson var ansvarig för RESO Kongresstjänst 1960–1970, chef för RESO:s reseavdelning 1970–1971 och chef för Folkets Husföreningarnas Riksorganisation 1971–1982. Han var ordförande i filmbranschens samarbetskommitté, styrelseledamot i Svenska resebyråföreningen och Hörselfrämjandet i Stockholm (föräldrasektionen), ordförande i Manillaskolan 1970–1978, i Svenska riksteatern 1974–1982 och ledamot av förvaltningsrådet för Svenska Filminstitutet 1972–1982. Han var ledamot av filmutredningen 1968–1974, expert i radioutredningen 1974–1977, i föreningsskatteutredningen 1971–1976 och i samlingslokalutredningen. Göransson var ledamot av filmpolitiska beredningen 1979–1982, sekreterare i Älvsjö IOGT-NTO, ordförande i ABF:s förbundsstyrelse 1980–1982, ordförande i svenska Föreningen Norden 2001–2006, ledamot av SSU:s studieråd 1955–1958 och internationella utskott 1958–1964. Han var sekreterare i Hökarängens SAP-förening och ledamot av taxeringsnämnden i Stockholm under 1960-talet. 2010 innehade han gästprofessuren till Torgny Segerstedts minne vid Göteborgs universitet. Samma år gav han ut boken Tankar om politik.
Han utsågs till hedersdoktor vid Göteborgs universitet 2006. Göransson är gravsatt på Skogskyrkogården i Stockholm.

## Utmärkelser
- Hans Majestät Konungens medalj i guld av 12:e storleken (2008)
- Medaljen Illis Quorum i guld av 12:e storleken (2001)